# Sehol X4
«Sehol X4» или ранее «JAC Jiayue X4» — это компактный кроссовер, выпускаемый китайской компанией JAC Motors под брендом Sehol. Sehol X4 кратко назывался Sol X4 и JAC Jiayue X4 до того, как была создана торговая марка Sehol. Sehol X4, по сути, представляет собой масштабную модификацию ранее выпущенного JAC Refine S4.

## История

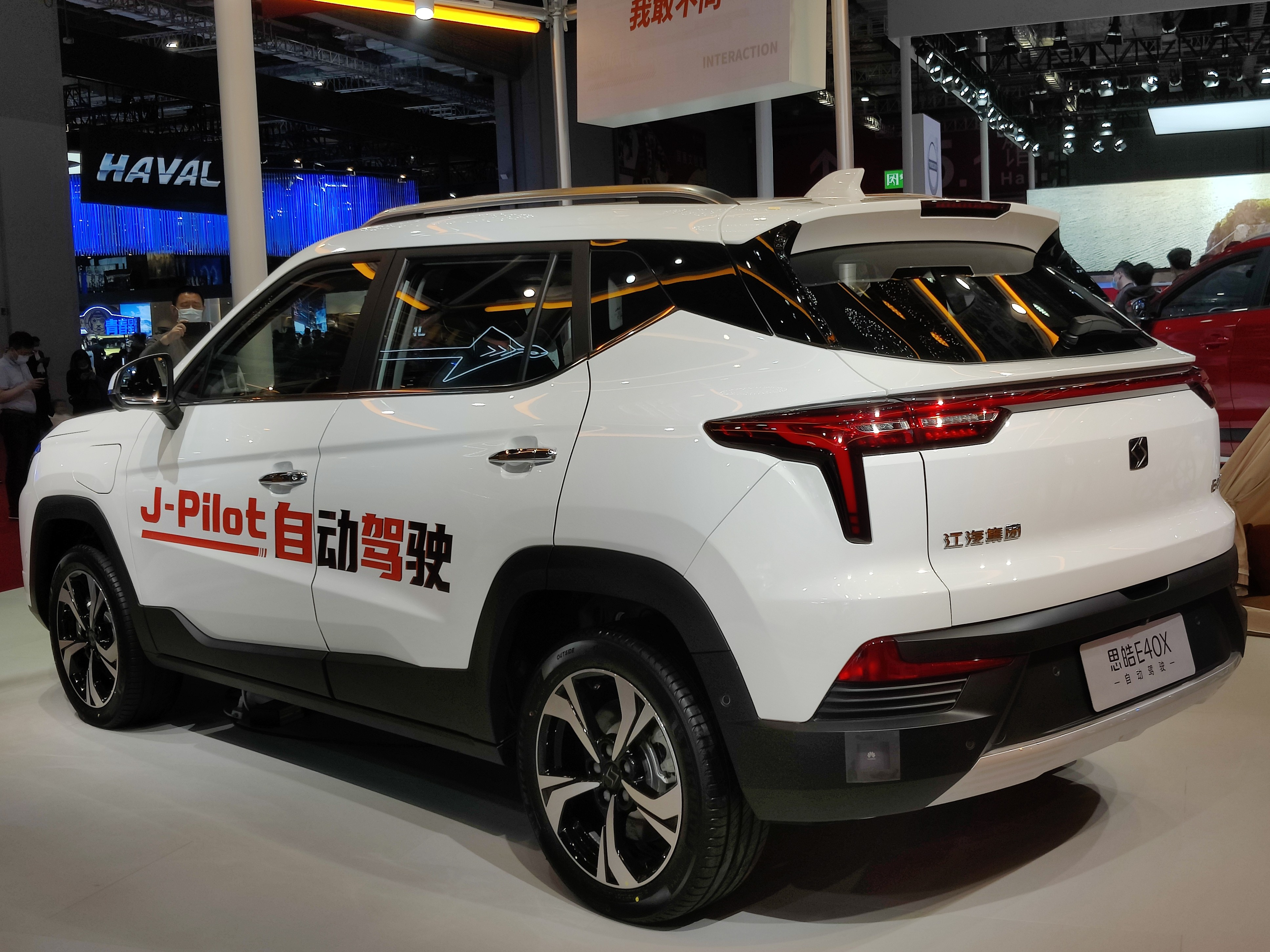
Sehol E40X (электрическая версия Sehol X4) сзади

X4 был выпущен на рынок материкового Китая в июне 2020 года как модернизированный вариант JAC Refine S4 и по-прежнему доступен там. Однако в Бразилии в декабре 2020 года автомобиль заменил S4, который продавался там как T60. X4 продается там как JAC T60 Plus. Аккумуляторный Sol E40X от марки Sol был представлен на автосалоне в Чэнду в июле 2020 года. Позже марка Sol была переименована в Sehol. Он продается в Китае с января 2021 года.

## Силовой агрегат
X4 оснащен 1,5-литровым бензиновым двигателем, знакомым по S4. Автомобиль предлагается только с передним приводом. X4 имеет 6-ступенчатую механическую коробку передач в стандартной комплектации, бесступенчатая трансмиссия доступна за дополнительную плату.

## Sehol E40X (электрический вариант)
E40X имеет аккумулятор с энергоемкостью 55 кВт⋅ч или 66 кВт⋅ч. Согласно NEDC, запас хода составляет 420 км (261 миль) или 502 км (312 миль).

## Москвич 3
Крупноузловая сборка началась 23 ноября 2022 года, Москвич 3 представляет собой переименованный Sehol X4 производства китайской JAC, также известный как JAC JS4.